# 澳大利亞青年奧運會
澳大利亞青年奧運會(Australian Youth Olympic Festival, AYOF)，簡稱澳洲青奧，是澳大利亞奧林匹克委員會主辦兩年一度的綜合運動比賽，第一屆於2001年舉辦，舉辦時間定於每兩年的1月。
澳洲奧委會於2000年雪梨奧運會後，規畫利用現有的場館進行國際性綜合運動會，參賽者皆為青少年，舉辦這項賽事也是為了發掘具有潛力的運動選手，提供這些選手有一個和國際交流的機會。

## 外部連結
- 澳大利亞奧林匹克委員會
- 2001年賽事
- 2003年賽事
- 2005年賽事
- 2007年賽事
- 2009年賽事